# Tendosphaera graeca
Tendosphaera graeca là một loài chân đều trong họ Tendosphaeridae. Loài này được Schmalfuss miêu tả khoa học năm 1989.